# فلافيو كاريوكا
فلافيو دوس سانتوس دا سيلفا تشيفيرسان (بالبرتغالية: Flávio dos Santos da Silva Cheveresan‏) المعروف باسم فلافيو كاريوكا (بالبرتغالية: Flávio Carioca‏) (ولد في 11 ديسمبر 1988) لاعب كرة قدم برازيلي يجيد اللعب في مركز المهاجم. يلعب حاليا لصالح المحرق الذي ينافس في الدوري البحريني الممتاز منذ 2021.

## المسيرة الرياضية
في عام 2009 بدأ فلافيو مسيرته الرياضية في أميريكانو في دوري الدرجة الأولى لولاية ريو دي جانيرو (الدرجة الخامسة). ساهم في احتلال أميريكانو المركز العاشر برصيد 17 نقطة من 15 مباراة بفارق نقطتين عن منطقة الهبوط.
ابتعد عن ممارسة كرة القدم حتى عام 2013 عندما انضم إلى نوفا إجوازو في دوري الدرجة الأولى لولاية ريو دي جانيرو (الدرجة الخامسة). ساهم في احتلال نوفا إجوازو المركز الرابع عشر برصيد 13 نقطة من 15 مباراة بفارق نقطة واحدة عن منطقة الهبوط.
في عام 2014 انتقل إلى غواراني في دوري الدرجة الثانية لولاية ساو باولو (الدرجة السادسة). ساهم فلافيو في احتلال غواراني المركز الخامس عشر برصيد 21 نقطة بفارق أربع نقاط عن منطقة الهبوط.
في عام 2015 انتقل إلى نادي ماموري في دوري الدرجة الأولى لولاية مينيرو (الدرجة الخامسة). ساهم فلافيو في احتلال ماموري المركز الثاني عشر والأخير برصيد 8 نقاط من 11 مباراة وبالتالي الهبوط إلى دوري الدرجة الثانية لولاية مينيرو (الدرجة السادسة).
في عام 2016 انتقل إلى نادي فيلو في دوري الدرجة الثانية لولاية ساو باولو (الدرجة السادسة). ساهم فلافيو في احتلال فيلو المركز العاشر برصيد 27 نقطة بفارق نقطتين عن صاحب المركز الثامن المؤهل إلى ملحق الصعود. احتل فيلو المركز الخامس عشر برصيد 23 نقطة وبالتالي هبط إلى دوري الدرجة الثالثة لولاية ساو باولو (الدرجة السابعة).
في عام 2018 لعب لثلاثة أندية أولاها تاوبات (دوري الدرجة الثانية لولاية ساو باولو (الدرجة السادسة)) ثم أمريكا دي ناتال (دوري الدرجة الأولى لولاية ريو غراندي دو نورتي (الدرجة الخامسة)) ثم كويابا (دوري الدرجة الأولى لولاية ماتو غروسو (الدرجة الخامسة)) واستطاع فلافيو مع الأخير التتويج بالبطولة بعدما فاز في المباراة النهائية على سينوب 5-1 في مجموع المباراتين وبالتالي حقق فلافيو أولى بطولاته الشخصية.
في النصف الأول من عام 2019 لعب فلافيو في أربعة أندية وهي: أمريكا دي ناتال (دوري الدرجة الأولى لولاية ريو غراندي دو نورتي (الدرجة الخامسة)) ثم نوفا إجوازو في (دوري الدرجة الأولى لولاية ريو دي جانيرو (الدرجة الخامسة)) ثم أنابولينا (دوري الدرجة الأولى لولاية غوياس (الدرجة الخامسة)) ثم كامبيننسي (الدرجة الرابعة).
في 22 أغسطس 2019 انتقل فلافيو في صفقة انتقال حر من كامبيننسي إلى سايرينز المالطي في عقد يمتد لمدة موسم واحد. لعب فلافيو 17 مباراة مسجلا خمسة أهداف ليساهم في احتلال سايرينز المركز الرابع برصيد 35 نقطة من 20 مباراة (تم إيقاف جميع البطولات الرياضية في مالطا بسبب انتشار جائحة كورونا) والتأهل إلى الدوري الأوروبي. وفي بطولة كأس الاحاد المالطي ساهم فلافيو في وصول سايرينز إلى الدوري الثمن النهائي حيث خسر من فاليتا 1-4 وخرج من منافسات البطولة.
في 1 يوليو 2020 انتقل فلافيو في صفقة انتقال حر من سايرينز إلى بطل الدوري المالطي فلوريانا في عقد يمتد لمدة موسم واحد. لعب فلافيو 13 مباراة مسجلا 3 أهداف ليساهم في إنقاذ فلوريانا من الهبوط بعدما جمع 27 نقطة من 23 مباراة بفارق 3 نقاط عن منطقة الهبوط. وفي بطولة كأس الاتحاد المالطي خرج فلوريانا من أول مباراة بعد خسارته من سانت لوسيا 1-3 في الدور ال32. وفي بطولة دوري أبطال أوروبا 2020–21 خسر من سي إف آر كلوج الروماني 0-2 في الدور التمهيدي الأول لينتقل للعب في الدوري الأوروبي 2020–21 حيث فاز في الدور التمهيدي الثاني على لينفيلد الإيرلندي الشمالي 1-0 ثم خسر في الدور التمهيدي الثالث من فلورا الإستوني بركلات الترجيح.
في 10 يوليو 2021 انتقل فلافيو في صفقة انتقال حر من فلوريانا إلى المحرق في الدوري البحريني الممتاز في عقد يمتد لمدة موسم واحد. ثم أصدر فلافيو تصريح موجها كلامه إلى مشجعي المحرق قائلا: «أنا سعيد جدا كوني جزءا من أكبر نادي في البحرين، الذئاب ستكون جائعة هذا الموسم، وأود أن أشكر كل شخص بعث لي بالتهنئة، وأعدكم بترك دمي في الملعب.» في 25 يوليو قام أحد حسابات وسائل التواصل الاجتماعي على إنستغرام بنشر خبر زائف عن فسخ عقد فلافيو مع المحرق ولكن مجلس إدارة النادي قام بتكذيب الخبر وأنه سيتجه لاتخاذ الإجراءات القانونية بحق الحساب.

## الألقاب والجوائز
- الأندية
  - كويابا
    - دوري الدرجة الأولى لولاية ماتو غروسو (1): 2018

## روابط خارجية
- فلافيو كاريوكا على موقع قاعدة بيانات كرة القدم.إي يو (الإنجليزية)
- فلافيو كاريوكا على موقع Soccerway.com (الإنجليزية)